# El Coyul, Mesones Hidalgo
El Coyul är en ort i Mexiko.   Den ligger i kommunen Mesones Hidalgo och delstaten Oaxaca, i den sydöstra delen av landet, 300 km söder om huvudstaden Mexico City. El Coyul ligger 502 meter över havet och antalet invånare är 159.
Terrängen runt El Coyul är kuperad. Runt El Coyul är det ganska glesbefolkat, med 27 invånare per kvadratkilometer. Närmaste större samhälle är Putla Villa de Guerrero, 16,3 km nordost om El Coyul. Omgivningarna runt El Coyul är en mosaik av jordbruksmark och naturlig växtlighet.